# 中沢 (多摩市)
中沢（なかざわ）は、東京都多摩市の町名。現行行政地名は中沢一丁目および二丁目。郵便番号は206-0036。

## 地理
多摩市西部に位置する。地域内は、南西部が府中カントリークラブとなっており、その他は多摩ニュータウン第11住区の一部となっている。府中カントリークラブに隣接し、花菖蒲の景勝地である中沢池公園がある。
東は鶴牧、西は八王子市別所、南は唐木田、北は山王下と接している。

## 歴史

### 地名の由来
落合の小字中沢が由来。落合から町名変更するとき、予定では唐木田となっていたが、当住民が中沢を要望したことから、中沢に決定した。

## 世帯数と人口
2018年（平成30年）1月1日現在の世帯数と人口は以下の通りである。
| 丁目       | 世帯数    | 人口    |
| ---------- | --------- | ------- |
| 中沢一丁目 | 605世帯   | 1,118人 |
| 中沢二丁目 | 833世帯   | 1,941人 |
| 計         | 1,438世帯 | 3,059人 |

## 小・中学校の学区
市立小・中学校に通う場合、学区は以下の通りとなる。
| 丁目       | 番地 | 小学校               | 中学校             |
| ---------- | ---- | -------------------- | ------------------ |
| 中沢一丁目 | 全域 | 多摩市立大松台小学校 | 多摩市立鶴牧中学校 |
| 中沢二丁目 | 全域 | 多摩市立大松台小学校 | 多摩市立鶴牧中学校 |

## 交通

### 鉄道
- 小田急電鉄

多摩線：唐木田駅

### 道路・橋梁
- 東京都道158号小山乞田線（多摩ニュータウン通り）

## 施設
公園
- 中沢池公園

1992年（平成4年）に開設された公園で、6000本の花菖蒲が植えられている。菖蒲園は元は個人所有であったが移設された。花菖蒲は唐木田駅前の広場のタイルにも使われている。
中沢池は1665年（寛文5年）、土屋但馬守によって作られた。
- 高岸公園
- 二反田公園

神社
- 秋葉神社
- 稲荷神社
- 落合中沢神明社
- 御嶽神社

医療
- 東京都立多摩南部地域病院
- 東京都立多摩総合精神保健福祉センター
- 島田療育センター
- 天本病院

商業
- 府中カントリークラブ